# Мимис Папајоану
Димитрис Мимис Папајоану (грч. Δημήτρης Παπαϊωάννου; Нова Никомедија, 23. август 1942 — Атина, 15. март 2023) био је грчки фудбалер. Играо је на позицији нападача. Осамнаест година је наступао за АЕК из Атине. Једно време је био тренер Керкире са Крфа.
За репрезентацију Грчке је играо 61 утакмицу и постигао 21 гол (пети резултат у историји). Преминуо је 15. марта 2023. године у Атини.